# Джентльменська угода
Джентльменська угода (англ. gentlemen's agreement) — прийнята в міжнародній практиці назва договору, укладеного в усній формі, що не позбавляє юридичного значення обов'язків, які накладаються на його учасників. Міжнародне право не вимагає для міжнародних договорів і домовленостей обов'язкової письмової форми. Укладення угоди у такій формі не зменшує її юридичної сили.
Міжнародне право допускає такі договори з відповідними юридичними обов'язками сторін. Але забезпечення виконання джентльменських угод на випадок їх оспорювання сторонами є складнішим, ніж письмових договорів. Тому Д. у. укладаються значно рідше, ніж письмові, і здебільшого у випадках, коли між сторонами наявна повна довіра у ділових взаєминах.